# ائوگنیا هرمان
ائوگنیا هرمان (لهستانی: Eugenia Herman؛ زادهٔ ۶ اکتبر ۱۹۲۹–۱۹ ژوئیه ۲۰۲۱) بازیگر اهل لهستان است.
از فیلم‌ها یا مجموعه‌های تلویزیونی که وی در آن‌ها نقش داشته‌است، می‌توان به ایمان سست، خانواده جایگزین، پشت یک دیوار، ترازنامه سه‌ماهه، صفر-هفت، به‌گوشم، هر کجا که باشی، فرار از سینما لیبرتی و ارتباط خاموش اشاره نمود.